# フォクトレンダーのコンパクトカメラ製品一覧
フォクトレンダーのコンパクトカメラ製品一覧（フォクトレンダーのコンパクトカメラせいひんいちらん）は、フォクトレンダーがドイツ時代に製造した、コンパクトカメラの一覧である。

## 110フィルム使用カメラ
- ヴィトレット110（1984年発売[1]） - レンズは最短撮影距離1.2m目測のランター24mm5.6。シャッターは2速[1]。ハインツ・ヴァースケ設計[2]。
- ヴィトレット110EL（1984年発売[1]） - レンズは固定焦点のランター24mm5.6。天気マークで絞りを合わせると4-1/300秒のシャッター速度が自動で選択される[1]。

## 126フィルム使用カメラ
- ベッシーK（Bessy K 、1964年頃発売[3]) - レンズは単玉VOIGTAR44mm/F8。シャッターはPRONTER 200 V(1/200秒、フラッシュ使用時1/30秒）。中/遠ゾーンフォーカス。外観の露出計はデザインのみ。ブライトフレームファインダー。AG-1閃光電球式フラッシュを搭載（動作には点火用電池が必要）。[4]バルダが製造。
- ベッシーAK（Bessy AK 、1964年頃発売[3]。) - レンズはCOLOR-LANTAR38mm/F2.8。シャッターはPRONTER-MATIC V。ゾーンフォーカス用に3カ所のクリックストップが有る目測式焦点調節。シャッター速度優先式自動露出。焦点調節に連動したフォーカスゾーン表示が有るパララックス自動補正ブライトフレームファインダー。正面の他、反射器を真横に向ける事で間接照射も可能なAG-1閃光電球式フラッシュを搭載。[5]バルダが製造。
- ベッシーS（Bessy S 、1966年頃発売[3]) - ベッシーKのフラッシュ機能をフラッシュキューブ式に変更した。[6]
- ベッシーAS（Bessy AS 、1966年頃発売[3]) - ベッシーAKにフラッシュキューブ対応機能を追加した。AG-1/AG-3B閃光電球式フラッシュとの同時使用も可能。[7]
- ビテッサ 126 エレクトロニック(Vitessa 126 electronic、1967年発売) - ツアイス イコン/フォクトレンダー銘。
- ビテッサ 126 CS(Vitessa 126 CS、1967年発売) - ツアイス イコン/フォクトレンダー銘。
- ビテッサ 126 S エレクトロニック(Vitessa 126 S electronic、1967年発売) - ツアイス イコン/フォクトレンダー銘。
- ベッシー(Bessy、1970年発売) - バルダ 144のOEM。
- ベッシー オートマチック(Bessy automatic、1970年発売) - バルダ 344のOEM。
- ベッシーエレクトリック(Bessy electronic、1970年発売) - バルダ エレクトロニック 644のOEM。
- ベッシーエレクトリックII(Bessy electronic II、1970年発売) - バルダ エレクトロニック 844のOEM。
- ベッシー X(Bessy X、1971年発売) - バルダ 144XのOEM。
- ベッシー オートマチック X(Bessy automatic X、1971年発売) - バルダ 344XのOEM。
- ベッシーエレクトリックII(Bessy electronic II、1971年発売) - バルダ エレクトロニック 844XのOEM。機種名はそのままだったがフラッシュキューブ対応に改められた。
- CLSC（1975年頃発売[1]） - レンズはイスコナーL35mmF5.6。

## 135フィルム使用カメラ

### 固定鏡胴のヴィトーシリーズ

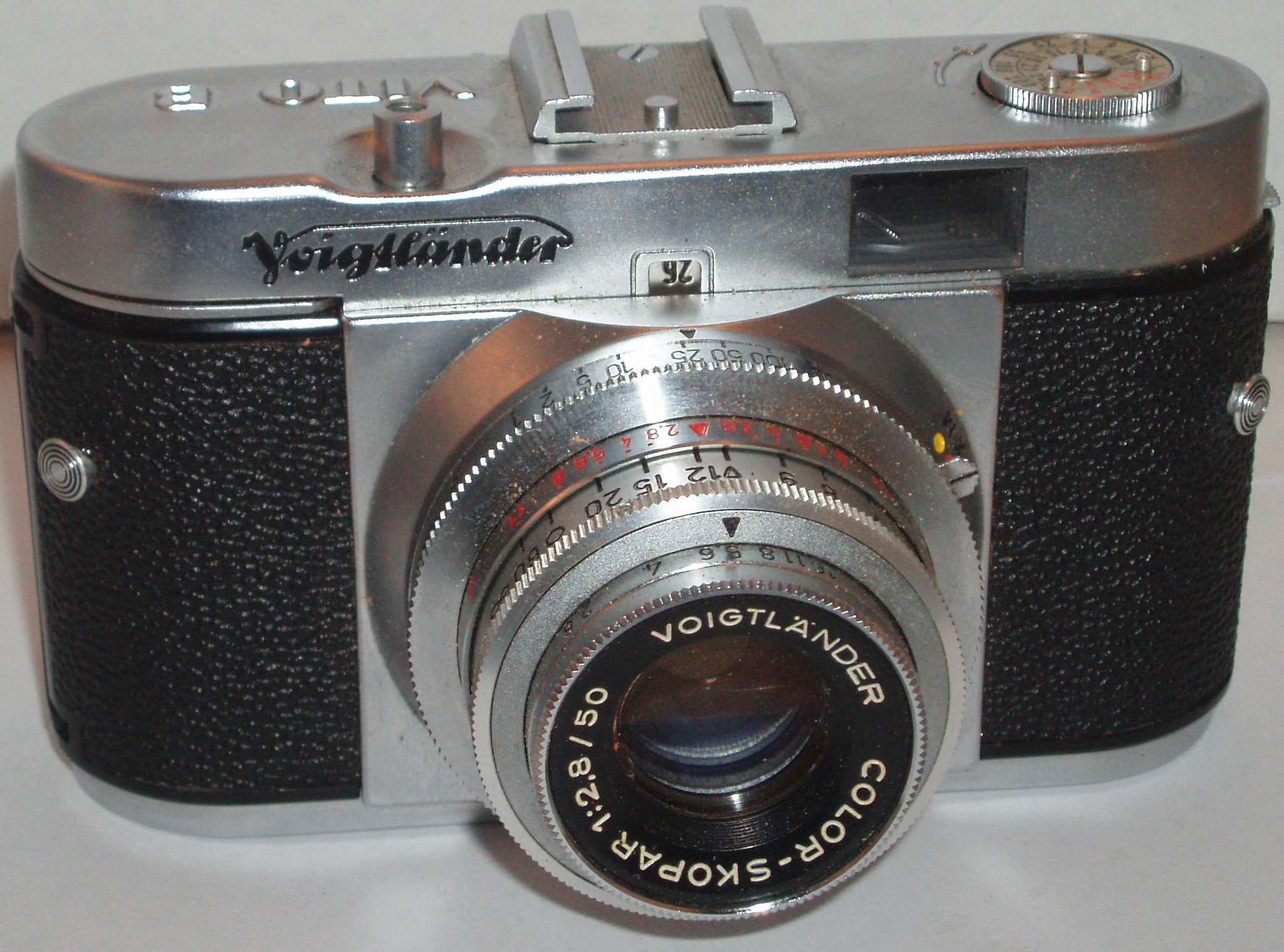
ヴィトーB

24×36mm（ライカ）判。従前から存在したスプリングカメラのヴィトーシリーズのレンズを固定鏡胴・全体繰り出しとした。普通レンズを固定鏡胴化すると大型化するが、このシリーズでは最低限に止められている。
- ヴィトーB（Vito B 、1954年発売[9][10][11][12]） - 撮影レンズは一見前玉回転式にも見えるが実際にはシャッター前面にレンズを固定しており全群繰り出しており[13]カラースコパー50mmF3.5またはカラースコパー50mmF2.8を固定装着する。フィルム巻上げでシャッターチャージがされるようになった[8]。
  - ヴィトーB後期型 - ヴィトーBLのライトバリューと等倍大型ファインダーを装備し「大窓」と称される[14]。
- ヴィトーBL（Vito BL 、1957年発売[11][13]） - ヴィトーBにセレン光電池による露出計を内蔵させた[14]ライトバリュー式とし、ブライトフレームが入った完全等倍[14]ファインダーを備えたモデル[13]。巻き上げレバー上のボタンを押すと測光、離すと露光値が固定される。
- ヴィトーBR（Vito BR 、1958年頃発売[10][11]） - 露出計なし[10]、距離計連動[14]。シャッターはプロンターSLK-V[10]。

- ヴィトーC（Vito C 、1961年発売[10][11]） - シャッターはプロンターSLK-V。かなり大型化してしまった[10]。
- ヴィトーCD（Vito CD 、1960年[15]または1961年[11]発売） - レンズはランター50mmF2.8。シャッターはプロントでB、1/30-1/250秒、セルフタイマーつき。また非連動露出計を内蔵している[15]。
- ヴィトーCL（Vito CL 、1960年[15]または1962年[11]発売） - レンズはカラースコパー50mmF2.8。シャッターはプロンターLKでB、1/30-1/500秒、セルフタイマーつき。ヴィトーCDの露出計をフィルム感度、絞り、シャッター速度と連動させたモデル[15]。
- ヴィトーCLR（Vito CLR 、1962年発売） - ヴィトーCLに連動距離計を加えたモデル[11]。
- ヴィトーCS（Vito CS ）
- ヴィトーCSR（Vito CSR 、1967年発売）
- ヴィトーオートマチック（Vito Automatic 、1964年発売[11]） - セレン露出計によるシャッター優先AEを備えたモデル。ピント合わせは目測[11]。
- ヴィトーオートマチックII（Vito Automatic II ）
- ヴィトーオートマチックR（Vito Automatic R ）

### ディナマチックシリーズ
24×36mm（ライカ）判。普及判AEカメラ。
- ディナマチックI（Dynamatic I 、1961年発売[3]） - レンズはランター50mmF2.8、シャッターは1/30から1/125秒のプロンターマチックV[3]。
- ディナマチックII（Dynamatic II 、1961年発売[3]） - ディナマチックIに連動距離計を装備し、レンズをカラースコパー50mmF2.8、シャッターを1/30から1/300秒のプロンターマットSとしたもの[3]。

### ヴィトマチックシリーズ
24×36mm（ライカ）判。ヴィトーBを露出計連動とした上級シリーズ。ファインダーは等倍。
- ヴィトマチックI（Vitomatic I 、1958年発売[15]） - トップカバーの窓で指針追針式のセレン光電池式露出計を装備した[11]。レンズは全群繰り出し式[16]の目測、カラー・スコパー50mmF2.8[15]。
- ヴィトマチックII（Vitomatic II 、1958年発売[15][16]） - ヴィトマチックIを距離計連動としたもの[11][16]。
- ヴィトマチックIa（Vitomatic Ia 、1960年発売[11]） - ヴィトマチックIのシャッター最高速度を1/500秒とした[11]。
- ヴィトマチックIIa（Vitomatic IIa、1961年発売[17]） - ヴィトマチックIIのシャッター最高速度を1/500秒とした[11]。セレン光電池式の露出計装備、距離計連動。撮影レンズはウルトロン50mmF2またはカラースコパー50mmF2.8。シャッター最高速1/500秒。
- ヴィトマチックIb（Vitomatic Ib 、1965年発売[11]） - ヴィトマチックIaの改良型でファインダー内に絞り値とシャッタースピードが指針追針式で表示されるようになった[11]。
- ヴィトマチックIIb（Vitomatic IIb 、1965年発売[11]） - ヴィトマチックIaの改良型でファインダー内に絞り値とシャッタースピードが指針追針式で表示されるようになった[11]。撮影レンズはスコパー50mmF3.5。
- ヴィトマチックIIIb（Vitomatic IIIb 、1965年発売[11]） - ヴィトマチックIIbの撮影レンズをウルトロン50mmF2としたモデル。
- ヴィトマチックIcs（Vitomatic Ics [18]） - ヴィトマチックIbの改良型で露出計がCdS式に変更された。
- ヴィトマチックIIcs（Vitomatic IIcs [18]） - ヴィトマチックIIbの改良型で露出計がCdS式に変更された。
- ヴィトマチックIIIcs（Vitomatic IIIcs [18]） - ヴィトマチックIIIbの改良型で露出計がCdS式に変更された。
- ヴィトローナ（Vitrona 、1964年発売[11]） - 世界でも早い時期のフラッシュ内蔵カメラ。レンズはランター50mmF2.8。シャッターはセルフタイマーつきプロンター250でB、1/30-1/250秒。内蔵フラッシュのガイドナンバーは16/ISO100。大型グリップは電池室である[15]。

### ヴィトレットシリーズ

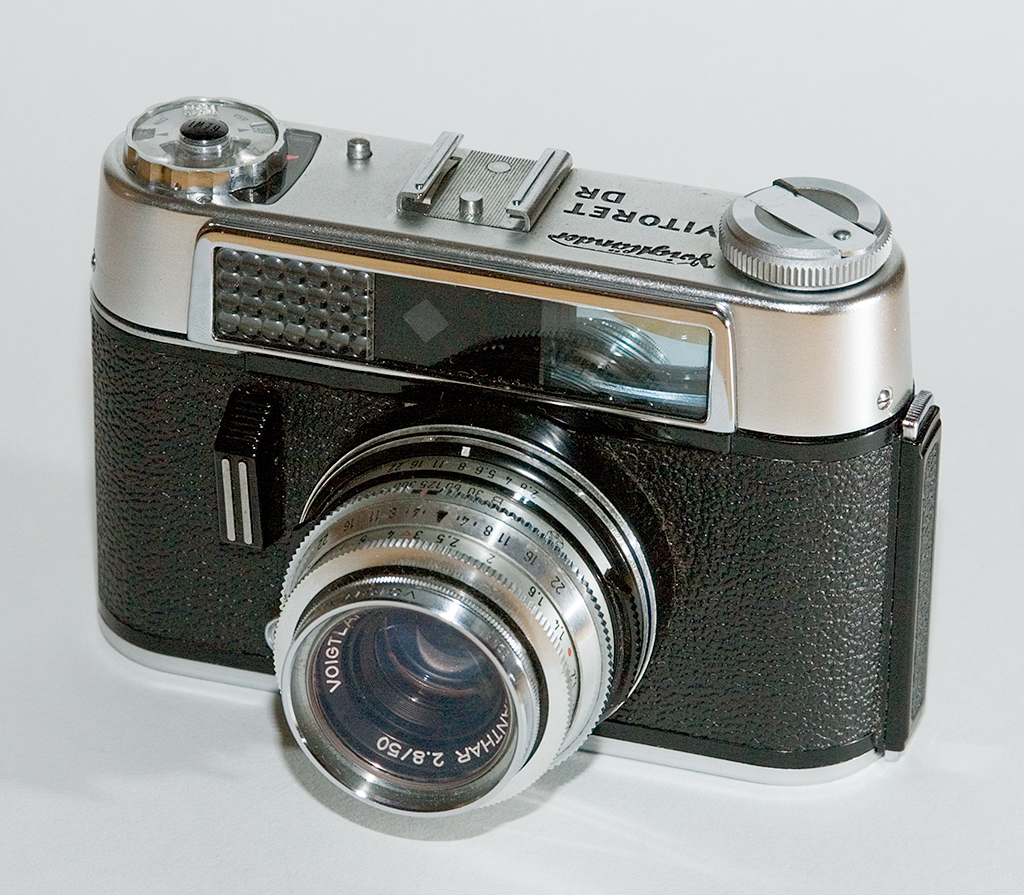
ヴィトレットDR

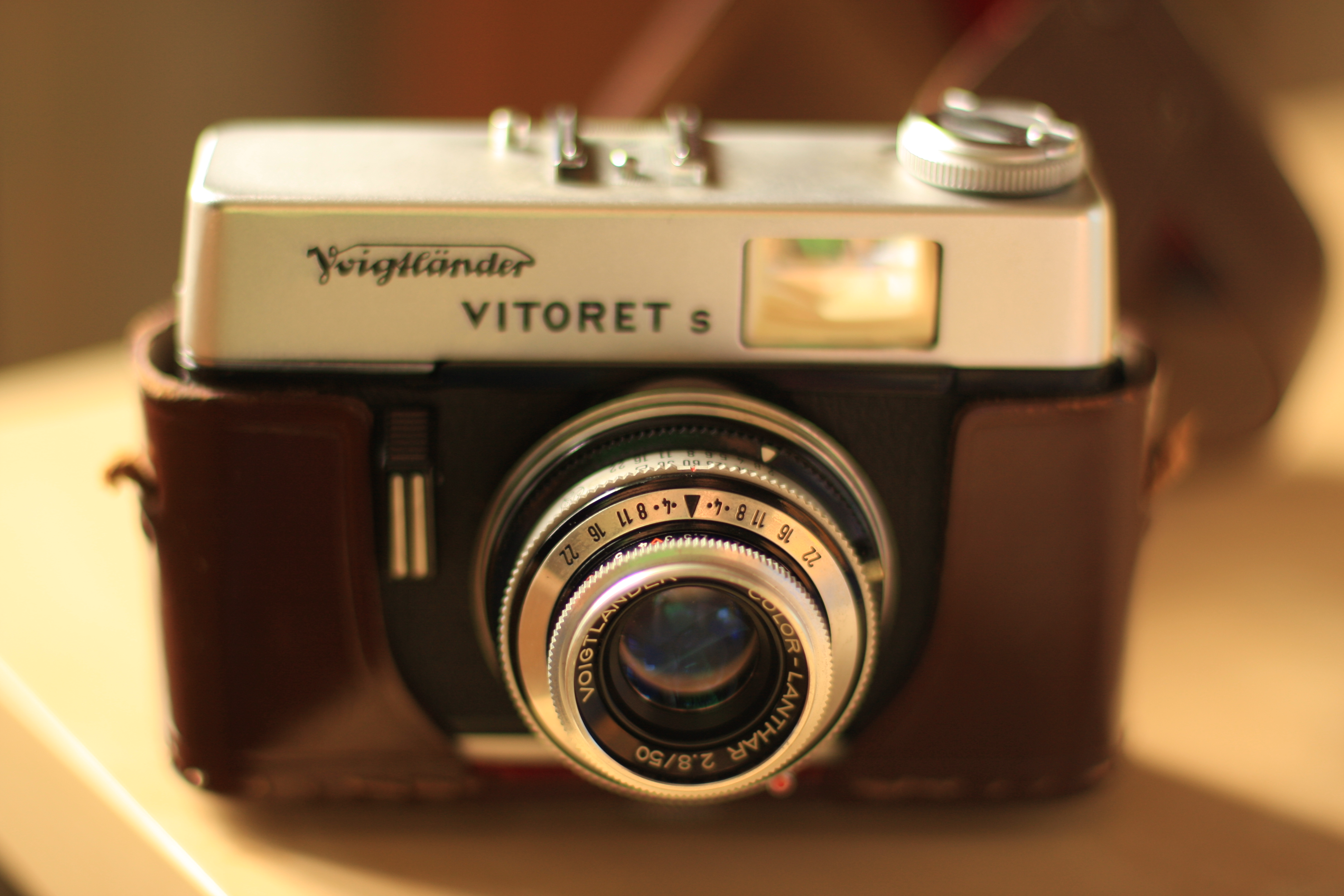
ヴィトレットS

24×36mm（ライカ）判。ディナマチックシリーズから、さらに写真撮影に最低限必要な機能のみに絞った普及シリーズ。
- ヴィトレット（Vitoret 、1965年発売[3]）
- ヴィトレットD（Vitoret D 、1965年発売[3]）
- ヴィトレットF（Vitoret F 、1965年発売[3]）
- ヴィトレットR（Vitoret R 、1965年発売[3]）
- ヴィトレットL（Vitoret L ）
- ヴィトレットLR（Vitoret LR ）
- ヴィトレット DR（Vitoret DR ）

### VFシリーズ
ローライへの商標売却後に発売された。原型はツァイス・イコンS310。
- VF101（1973年発表[19]、1974年発売[20]） - レンズはカラースコパー40mmF2.8[19]。
- VF102（1973年発表[19]、1974年発売[20]） - VF101をバヨネットマウントによるレンズ交換可能としたもの。交換レンズとして望遠レンズのカラーダイナレックス80mmF3.5があり[19]、このレンズ装着時にはファインダー40mm枠の内側に80mmのブライトフレームが表示される[1]。
- VF135（1974年発売[1]） - レンズはカラースコパレックス40mmF2.3[1]。
- VF35F（1979年発売[1]） - フラッシュを組み込んだカメラ。距離計連動。レンズはフォコター38mmF2.8[1]。

### プラスチックカメラのヴィトーシリーズ
24×36mm（ライカ）判。レンズは折りたたみ式。バルダのOEMでミノックス35ELとほぼ同一。前蓋支持がタスキでなくギアになっている点、明かり取りの窓が少し大きくなっている点がミノックス35ELとは違う。
- ヴィトーC（Vito C 、1981年発売[1]） - 固定鏡胴のヴィトーCとは全く別のプラスチックカメラ。レンズはカラースコパー38mmF2.8。プログラムAE。
- ヴィトーCS（Vito CS 、1983年発売[1]） - プラスチックカメラのヴィトーCに電子セルフタイマーと逆光補正を備えた上級版。レンズはカラースコパー38mmF2.8。
- ヴィトー（Vito 、1983年発売[1]） - プラスチックカメラのヴィトーCのレンズをカラーフォコター38mmF5.6とした普及版。
- ヴィトローナAF（1984年発売[1]） - オートフォーカスカメラ[1]。
- ヴィトレットM（1984年発売[1]） - ヴィトローナAFからオートフォーカス機構を省略した普及機[1]。
- ヴィトーAF（1984年発売[1]） - オートフォーカスカメラ。レンズはフォコター35mmF3.8[1]。

## ラピッドフィルム使用カメラ
- ヴィトレット・ラピッドD（Vitoret Rapid D 、1966年発売[3]）